# Kochać to za mało
Kochać to za mało – meksykańska telenowela z 2012 roku, wyprodukowana przez TV Azteca.
Polska premiera odbyła się 1 grudnia w Novela TV.

## Fabuła
Gdy Emilia Duncan była jeszcze nastolatką, zakochała się bezpamiętnie w Almicarze, szoferze rodziny Duncan. Owocem ich romansu jest Paulina. Ojciec Emilii, don Antonio Duncan, zapłacił Amilcarowi, aby zniknął z ich życia oraz zmusił własną córkę do poślubienia Gustavo Navarrete, odnoszącego sukcesy adwokata i wdowca z córką o imieniu Gabriela. Małżeństwo Emilii i Gustavo okazało się porażką, mimo iż on darzy żonę prawdziwą miłością.

## Główna obsada
Na podstawie:
- María José Magán
- Francisco Angelini
- Aura Cristina Geithner
- Bernie Paz
- María Fernanda Quiroz
- Mauricio Barcelata